# Палиенко, Максим Владимирович
Максим Владимирович Палиенко (18 октября 1994, Тольятти Самарская область, Россия) — российский футболист, полузащитник клуба КДВ. Мастер спорта России (2024).

## Биография
Воспитанник тольяттинской «Лады». С 2011 года за дубль «Крыльев Советов» сыграл более шестидесяти встреч. 22 июля 2013 года дебютировал в Премьер-лиге, заменив на 71 минуте Илью Максимова в гостевом матче против ЦСКА. Летом 2015 года контракт не был продлён, и Палиенко перешёл в «Зенит». Дебютировал 11 мая 2016: вышел на замену в гостевом матче 28 тура против «Мордовии» (3:0) на 81 минуте. За «Зенит-2» в первенстве ФНЛ в 30 матчах забил 4 гола.
21 июля 2016 подписал двухлетний контракт с клубом ФНЛ «Тосно». Вместе с клубом завоевал в сезоне 2016/2017 право выступать в Премьер-лиге. В сезоне 2017/2018 стал обладателем Кубка России. По окончании сезона клуб был расформирован, а Палиенко подписал контракт с «Нижним Новгородом», выступавшим в ФНЛ. За сезон провел 34 матча и отличился 9 раз, став лучшим бомбардиром клуба в сезоне 2018/19.
11 октября 2016 года провёл единственную игру в молодёжной сборной России, уже на 3-й минуте забив гол в ворота сборной Финляндии в отборочном матче чемпионата Европы 2017 года.
25 июня 2021 года подписал двухлетний контракт с ФК «Акрон», тем самым вернувшись в свой родной город Тольятти.
19 января 2025 года перешёл в армянский «Урарту».

## Достижения
- Бронзовый призёр Первой лиги России: 2023/24

## Клубная статистика
| Выступление      | Выступление      | Выступление      | Лига | Лига | Кубок | Кубок | Еврокубки | Еврокубки | Итого | Итого |
| Клуб             | Лига             | Сезон            | Игры | Голы | Игры  | Голы  | Игры      | Голы      | Игры  | Голы  |
| ---------------- | ---------------- | ---------------- | ---- | ---- | ----- | ----- | --------- | --------- | ----- | ----- |
| Крылья Советов   | ФНЛ              | 2013/14          | 1    | 0    | 0     | 0     | —         | —         | 1     | 0     |
| Крылья Советов   | ФНЛ              | 2014/15          | 10   | 0    | 0     | 0     | —         | —         | 10    | 0     |
| Крылья Советов   | Итого            | Итого            | 11   | 0    | 0     | 0     | 0         | 0         | 11    | 0     |
| Зенит            | Премьер-лига     | 2015/16          | 2    | 0    | 0     | 0     | —         | —         | 2     | 0     |
| Зенит            | Итого            | Итого            | 2    | 0    | 0     | 0     | 0         | 0         | 2     | 0     |
| → Зенит-2        | ФНЛ              | 2015/16          | 30   | 4    | 0     | 0     | —         | —         | 30    | 4     |
| → Зенит-2        | Итого            | Итого            | 30   | 4    | 0     | 0     | 0         | 0         | 30    | 4     |
| Тосно            | ФНЛ              | 2016/17          | 32   | 6    | 3     | 1     | —         | —         | 35    | 7     |
| Тосно            | Премьер-лига     | 2017/18          | 11   | 0    | 4     | 2     | —         | —         | 15    | 2     |
| Тосно            | Итого            | Итого            | 43   | 6    | 7     | 3     | 0         | 0         | 50    | 9     |
| Нижний Новгород  | ФНЛ              | 2018/19          | 32   | 9    | 3     | 0     | —         | —         | 35    | 9     |
| Нижний Новгород  | ФНЛ              | 2019/20          | 27   | 5    | 0     | 0     | —         | —         | 27    | 5     |
| Нижний Новгород  | Итого            | Итого            | 58   | 14   | 3     | 0     | 0         | 0         | 61    | 14    |
| Всего за карьеру | Всего за карьеру | Всего за карьеру | 129  | 20   | 10    | 3     | 0         | 0         | 139   | 23    |